# Acutalis tartarea
Acutalis tartarea är en insektsart som beskrevs av Thomas Say. Acutalis tartarea ingår i släktet Acutalis och familjen hornstritar. Inga underarter finns listade i Catalogue of Life.